# ALICEの館
『ALICEの館』（アリスのやかた）は、日本のゲームブランド・アリスソフトが販売したアダルトゲームおよびそのシリーズである。本シリーズは1989年7月発売のゲーム『Rance -光をもとめて-』に収録された、制作者による同名のコメントコーナーが発祥となっている。アリスソフトが同年12月に単独作品として『ALICEの館』をリリースしたのを皮切りに、短編ゲームや音楽集、アリスソフトが過去に発売したゲーム作品などを詰め合わせたバラエティソフトとしてシリーズ化している。

## シリーズ
| 1989 | ALICEの館        |
| 1990 |                  |
| 1991 |                  |
| 1992 | ALICEの館2       |
| 1993 |                  |
| 1994 |                  |
| 1995 | ALICEの館3       |
| 1996 |                  |
| 1997 | ALICEの館4・5・6 |
| 1998 |                  |
| 1999 |                  |
| 2000 | 20世紀アリス     |
| 2001 |                  |
| 2002 |                  |
| 2003 |                  |
| 2004 | ALICEの館7       |
| 2005 |                  |
| 2006 |                  |
| 2007 |                  |
| 2008 |                  |
| 2009 | アリス2010       |

「ALICEの館」というシリーズの名称は、アリスソフトのデビュー作『Rance -光をもとめて-』（1989年7月発売）の制作者のコメントコーナーで初めて用いられた。これは、同作のディレクターを務めたTADAがチャンピオンソフトに所属していた頃にリリースしていたディスクマガジンでの企画を踏襲したもので、その当時はあくまで付録的な立ち位置であった。アリスソフトは『Rance -光をもとめて-』以降の作品にも「アリスの館」コーナーを設けていたが、それ以降の1989年12月に単独作品として『ALICEの館』を発売したことを発端として、下記のようにシリーズ化している。
本シリーズの作品は、いずれもBGM集や短編ゲーム、制作陣によるイラスト・コメントなどの寄せ集めで構成されたバラエティソフトとなっている。タイトルにも含まれる「アリス」というキャラクターは、アリスソフトのマスコットとして用いられている。

## 作品一覧
ALICEの館
1989年12月発売。PC-88VA・PC-9801VM・X68000向けに制作された。アリスソフトのマスコットキャラクターであるアリスが主役として登場するゲーム「電子の国のアリス」に加え、「センチメンタルシーズン」・「クイズの館」などが同梱されていた。また、1991年7月にはFM-TOWNS版としてCD-ROM媒体で『ALICEの館 CD』がリリースされ、こちらはアリスソフトから過去に発売されたゲーム『クレセントムーンがぁる』および『Intruder』なども収録された。
ALICEの館2
1992年7月発売。PC-9801VMとX68000向けに制作され、Ranceシリーズの『Rance III -リーザス陥落-』から登場するキャラクター・パットンを主役に据えた短編「なぐりまくりたわぁ」、「婦警さんDA」、「おかゆフィーバーの逆襲」などが収録された。こちらもFM-TOWNS版の『ALICEの館2 CD』が1992年7月に発売され、過去に発売されたゲーム『あぶない天狗伝説』などが同梱された。
ALICEの館3
1995年4月発売。PC-9801VM・FM TOWNS・Windows向けに制作された。「にせなぐりまくりたわぁ」、「女教師悶絶地獄」、「哀少女ローラ」、「アリスのぼ〜けん」といった短編ゲームのほか、没になったゲームやBGM集などが同梱されている。本作はアリスソフトの「配布フリー宣言」対象作品に指定され、インターネット上で無料公開されている。
ALICEの館4・5・6
1997年12月18日にWindows 95向けに、CD-ROM4枚組で発売された。生産数は10万本。本作は『ALICEの館3』の3倍のボリュームがあるとし、冠名を4・5・6としてリリースされた。新規ゲームとして、戦闘機を操作して競技大会での優勝を目指すRPG「零式」・伝奇ファンタジーを描いたノベルゲーム「アトラク＝ナクア」・対戦形式のボードゲーム「人間狩り」の3本が収録され、過去に発売されたゲーム『DALK』・『闘神都市』・『Rance -光をもとめて-』・『Rance II -反逆の少女たち-』・『Rance III -リーザス陥落-』・『Dr.STOP!』の計6本も同梱された。そのほか、壁紙集やスクリーンセーバー、ゲーム開発用のツールSYSTEM3.5なども収録された。
収録作品のうち、のちに「零式」と「アトラク＝ナクア」は単品として2000年に発売されているほか、「人間狩り」は「アリスCD」シリーズの一部に収録された。
20世紀アリス
2000年12月7日にWindows 95・98に向けて発売された。本作にはアドベンチャーゲーム「これD.P.S.?」とシミュレーションRPGの「かえるにょ国にょアリス」の2本のゲームが収められたほか、キャラクター原画などを収集したイラスト集「アリスのえほん」やゲームパッケージに描かれたアリスをプリントしたハンドタオルのほか、携帯ストラップやアリスのピコピコハンマーといったグッズも付属した。
ALICEの館7
2004年12月17日発売。「しまいま。」・「DUNGEONS&DOLLS」・「鈴宮刑務娼館」のゲーム3編に加え、『ウルトラ魔法少女まなな』シリーズの第3弾（第6 - 8話）などが同梱された。
アリス2010
2009年12月18日にWindows XP・Vista・7に向けて発売された。『Rance II -反逆の少女たち-』の一部をリメイクした「ランス02 -反逆の少女たち-」、「超昂閃忍ハルカ ハルカvsエスカレイヤー」、『ばにしゅ! 〜おっぱいの消えた王国〜』（2009年2月発売）の後日談にあたる「ばにしゅ！ 〜この手のひらにおっぱいを〜」、『ままにょにょ』をワイド画面に対応させたリニューアル版「わいどにょ」、「はるうられ -校内赤線区域-」といった作品群や音楽集などが同梱された。
このうち、「はるうられ」は学園の「奉仕クラブ」を舞台に、捕らえた女の子を娼婦に仕立てて金儲けをする内容であり、同作のシステムをさらに発展させた『ドーナドーナ いっしょにわるいことをしよう』（2020年11月27日発売）の豪華版の特典として『はるうられ』が付属した。

## 反響

### シリーズに対する反響
第1作『ALICEの館』は、「メーカー発ユーザー向けおまけディスクの元祖」として位置づけられることもある。本シリーズについてゲーム関連の情報サイト「4Gamer.net」のライター・川崎政一郎は、プレイヤーとの距離の近さを感じられると述べたほか、3DS版『闘神都市』のプロデューサーを務めた御影良衞も、開発者の視点から親近感を感じられたと2013年の対談記事の中で語っている。また、キルタイムコミュニケーション発行の『美少女ゲームマニアックス』でも、「ALICEの館」コーナーはプレイヤー側に制作現場の賑やかさが伝わるような内容になっており、アリスソフトの開発力が劣らない理由がそこに見出せるのでは、と考察されている。TADAはこのような『ALICEの館』シリーズの制作意図について、開発スタッフの自己満足で作り上げてきた作品ではあるものの、当時から同業他社には真似できないようなことをやろうという意識が根底にあったのかもしれないと、前述の川崎と御影による対談の中で述懐している。

### 各作品への批評
各作品に対しては以下のような反響があった。
美少女ゲームの歴代作品を紹介する書籍『パソコン美少女ゲーム歴史大全1982‐2000』で『ALICEの館2』を取り上げたライターのごうすとは、ゲームやおまけが豊富に盛り込まれて満足できる内容になっていると評しており、10段階評価では音楽・グラフィック・キャラクターに6点、シナリオ・H度に5点を付けたものの、快適性は満点と評している。『ALICEの館4・5・6』に関してはゲームのボリュームを称賛する声があり、『パソコン美少女ゲーム歴史大全1982‐2000』のライター・はまぐちしんたろうは本作のシナリオ・グラフィックに10点中9点、音楽・キャラクターには8点、H度と快適性には7点を付け、おおむね高く評価している。はまぐちは同作に収録されたゲームの中から最も面白い作品として『アトラク＝ナクア』を挙げており、『零式』については武器の選択肢の多さを評価しているが、イベントに物足りなさを感じたと言及している。『エロゲー文化研究概論』を著した宮本も、『ALICEの館』シリーズを紹介する中で『4・5・6』収録の『アトラク＝ナクア』に着目し、視点描写や音楽、メインヒロインのキャラクターデザインが秀逸であったと評している。そのほか、香港のゲーム雑誌『Hyper PC Player（電脳遊園地）』には、IGN JAPAN編集部の歐陽宇亮による『20世紀アリス』のレビューが掲載されている。

### 売上成績
美少女ゲーム業界紙『PC NEWS』の集計によれば、2000年12月発売の『20世紀アリス』は発売月の月間売上美少女ソフトランキングで第3位にランクインした。また、ゲームやアニメなどを取り扱う通販サイト「Getchu.com」でもゲーム作品のセールスランキングを集計しており、2004年12月発売の『ALICEの館7』は同月のランキングで第4位、年間では2004年のランキングで第22位を獲得している。同作品も、『PC NEWS』が発表したランキングでは発売月にNavelの『Soul Link』に次いで第2位の売上を記録している。
そして、シリーズ次作にあたる『アリス2010』は発売月の2009年12月の「Getchu.com」セールスランキングで首位を獲得したほか、同年の年間ランキングで6位にランクインした。さらに、同サイトのユーザー投票によって決定された2009年のゲームランキング システム部門では『アリス2010』が第6位に選ばれており、簡潔なシステムでありながら作品に没入してしまうといった趣旨のユーザーコメントが寄せられた。